# كروسندرة ثلاثية الأسنان
كروسندرة ثلاثية الأسنان (الاسم العلمي:Crossandra tridentata) هي نوع من النباتات تتبع جنس الكروسندرة من الفصيلة الأقنتية.